# Liga de Honra de 2001–02
A edição de 2001-2002 da Liga de Honra foi a décima segunda edição deste escalão do futebol português.
Foi disputada por 18 clubes: 3 despromovidos da Primeira Liga, 3 promovidos da II Divisão, e os restantes que tinham permanecido.
O vencedor foi o Moreirense. Acompanharam na subida à Primeira Divisão a Académica de Coimbra e o Nacional, que ficaram em segundo e terceiro lugares respectivamente.
Sporting de Espinho e Oliveirense foram despromovidos para a II Divisão. O Felgueiras ficou também classificado em posição de descida, 16º lugar, mas beneficiou da desistência de competição em futebol profissional do Campomaiorense, que tinha ficado em 10º lugar no campeonato.

## Equipas
Equipas a disputar a edição em relação à edição anterior:
| Despromovidas da Primeira Liga - Campomaiorense - Desportivo das Aves - Estrela da Amadora | Mantidos - Académica de Coimbra - Desportivo de Chaves - Felgueiras - Leça - Maia - Nacional da Madeira - Naval - Ovarense - Penafiel - Rio Ave - Sporting de Espinho - U. Lamas | Promovidos à 2ª Divisão de Honra - Moreirense - Oliveirense - Portimonense |

## Tabela classificativa
|     | Equipa               | Pts | J  | V  | E  | D  | GM | GS | +/- | Comments                                     |
| --- | -------------------- | --- | -- | -- | -- | -- | -- | -- | --- | -------------------------------------------- |
| 1.  | Moreirense           | 64  | 34 | 19 | 7  | 8  | 55 | 35 | +20 | Promovidos à Primeira Divisão                |
| 2.  | Académica de Coimbra | 62  | 34 | 17 | 11 | 6  | 60 | 49 | +11 | Promovidos à Primeira Divisão                |
| 3.  | Nacional da Madeira  | 62  | 34 | 18 | 8  | 8  | 62 | 39 | +23 | Promovidos à Primeira Divisão                |
| 4.  | Estrela da Amadora   | 57  | 34 | 16 | 9  | 9  | 44 | 38 | +6  |                                              |
| 5.  | Chaves               | 52  | 34 | 16 | 4  | 14 | 52 | 44 | +8  |                                              |
| 6.  | Portimonense         | 52  | 34 | 13 | 13 | 8  | 44 | 37 | +7  |                                              |
| 7.  | Desportivo das Aves  | 47  | 34 | 14 | 5  | 15 | 50 | 51 | -1  |                                              |
| 8.  | Rio Ave              | 46  | 34 | 12 | 10 | 12 | 45 | 36 | +9  |                                              |
| 9.  | Maia                 | 46  | 34 | 12 | 10 | 12 | 50 | 43 | +7  |                                              |
| 10. | Campomaiorense       | 45  | 34 | 13 | 6  | 15 | 48 | 50 | -2  | Abandonou o futebol profissional             |
| 11. | Leça                 | 44  | 34 | 11 | 11 | 12 | 38 | 37 | +1  |                                              |
| 12. | Naval                | 42  | 34 | 10 | 12 | 12 | 54 | 50 | +4  |                                              |
| 13. | U. Lamas             | 41  | 34 | 11 | 8  | 15 | 33 | 47 | -14 |                                              |
| 14. | Ovarense             | 40  | 34 | 10 | 10 | 14 | 42 | 52 | -10 |                                              |
| 15. | Penafiel             | 38  | 34 | 9  | 11 | 14 | 27 | 38 | -11 |                                              |
| 16. | Felgueiras           | 38  | 34 | 10 | 8  | 16 | 36 | 52 | -16 | Manteve-se por desistência do Campomaiorense |
| 17. | Sp. Espinho          | 34  | 34 | 9  | 7  | 18 | 31 | 49 | -18 | Despromoção para a II Divisão                |
| 18. | Oliveirense          | 28  | 34 | 6  | 10 | 18 | 44 | 68 | -24 | Despromoção para a II Divisão                |

Nota 1: cada vitória valia 3 pontos
Nota 2: quando dois ou mais clubes têm os mesmos pontos, a classificação é determinada pelos resultados dos jogos entre eles.

## Melhor marcador
Ibón Arrieta (Chaves), futebolista espanhol, Paulo Vida (Paços de Ferreira), futebolista português, Sérgio Cunha, mais conhecido como Serginho e Rómulo Silva (Nacional da Madeira), futebolistas brasileiros foram os melhores marcadores tendo marcado 18 golos ao longo da época.

## Treinadores
Alguns dos treinadores das equipas no decorrer da época:
| Equipa               | Treinador      |
| -------------------- | -------------- |
| Académica de Coimbra | João Alves     |
| Chaves               | António Borges |
| Leça                 | Carlos Garcia  |
| Moreirense           | Manuel Machado |
| Nacional da Madeira  | José Peseiro   |
| Ovarense             | Bruno Cardoso  |
| U. Lamas             | Paco Fortes    |